# Булатов, Эдуард Борисович
Эдуа́рд Бори́сович Була́тов (8 января 1937, Челябинск — 14 декабря 2017, Копейск) — советский и российский тренер по боксу. Осуществлял тренерскую деятельность начиная с 1961 года, основоположник школы бокса в городе Копейске, тренер плеяды титулованных советских и российских боксёров, в том числе Петра Галкина, Андрея Шкаликова, Ильфата Разяпова и др. Заслуженный тренер РСФСР (1974).

## Биография
Эдуард Булатов родился 8 января 1937 года в Челябинске, однако в возрасте десяти лет переехал на постоянное жительство в Копейск. После окончания средней школы поступил в Копейский горный техникум, где обучался по специальности «подземная разработка угольных месторождений». Позже был студентом факультета физического воспитания Челябинского педагогического института (ныне Южно-Уральский государственный гуманитарно-педагогический университет), окончил его в 1963 году.
Активно заниматься боксом начал ещё в тринадцатилетнем возрасте в 1950 году, проходил подготовку в школе бокса копейского городского совета добровольного спортивного общества «Шахтёр» под руководством тренеров В. Ковалёва и С. Кириченко. Спустя два года перешёл в спортивный клуб Челябинского тракторного завода, где был подопечным заслуженного тренера Владимира Львовича Когана.
В качестве боксёра добился определённых успехов, в частности в 1958 году стал серебряным призёром первенства Урала, Сибири и Дальнего Востока, в 1959 и 1963 годах принимал участие в Спартакиадах народов РСФСР. В 1961 году выполнил норматив мастера спорта СССР.
Начиная с 1961 года, ещё будучи действующим спортсменом, занимался тренерской деятельностью. Работал тренером по боксу в сборных командах профсоюзов СССР, в качестве тренера сборных команд СССР и РСФСР участвовал в турнирах международного значения. В 1967 году стал одним из организаторов копейской областной школы бокса олимпийского резерва с несколькими филиалами в других городах Челябинской области. По его инициативе с 1968 года в Копейске ежегодно проводится боксёрский турнир памяти дважды Героя Советского Союза С. В. Хохрякова.
За долгие годы тренерской работы Булатов подготовил многих талантливых спортсменов, добившихся успеха на всероссийском, всесоюзном и международном уровнях. Один из самых известных его учеников — заслуженный мастер спорта Пётр Галкин, чемпион Европы и чемпион СССР в первой средней весовой категории. Другой его воспитанник — заслуженный мастер спорта Ильфат Разяпов, серебряный призёр европейского и мирового первенств. Под его руководством тренировался известный российский боксёр-профессионал Андрей Шкаликов, чемпион России и Европы среди профессионалов. За выдающиеся достижения на тренерском поприще в 1974 году Эдуард Булатов был удостоен почётного звания «Заслуженный тренер РСФСР». Лучший тренер Челябинской области 1983 года. Считается основателем копейской школы бокса.
Также удостоен почётного звания «Заслуженный работник физической культуры РСФСР» (1974), награждён медалью «За трудовую доблесть» (1981). В 2002 году признан почётным гражданином города Копейска.
Умер 14 декабря 2017 года в возрасте 80 лет.